# Tseung Kwan O (métro de Hong Kong)
Tseung Kwan O est une station du Métro de Hong Kong. Elle dessert le nouveau quartier de Tseung Kwan O. C'est ici que les deux branches de la Tseung Kwan O line vers LOHAS Park et Po Lam se séparent. Les voyageurs s'étant trompés de train sont priés par des annonces visuelles et sonores sur les quais d'autres stations et dans les rames de changer de train à cette station.

## Histoire

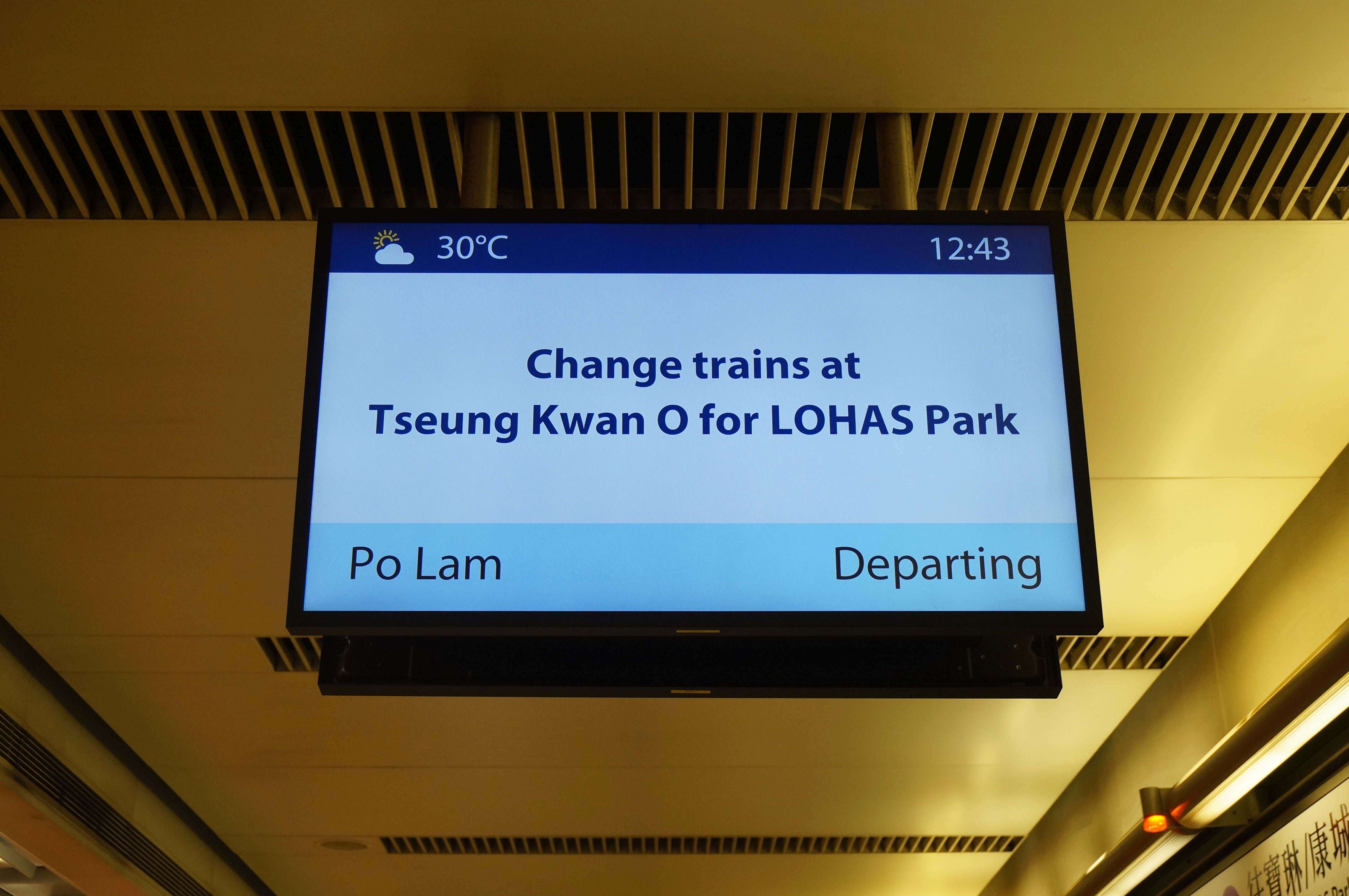
Message visuel invitant à changer de train à Tseung Kwan O pour LOHAS Park (Train pour Po Lam).

Le vendredi 4 octobre 2019, la station est vandalisée par des manifestants pro-démocratie qui reprochent au réseau MTR de fermer ses stations aux manifestants mais de transporter les forces de l'ordre. Les vitres sont brisées, l'intérieur est inondé par des lances à incendie.